# 西長寺
西長寺(さいちょうじ)は山口県周防大島町日見にある真言宗御室派の寺院。山号は日密三王山。本尊は不動明王像である。
周防大島八十八カ所霊場第19番札所となっている。

## 歴史
807年（大同2年）創建。明治3年(1870年)に同地区の牛頭山の長楽寺と合併して寺名が西長寺となった。

## 前後の札所
周防大島八十八カ所霊場
地蔵堂（18番） -  西長寺 (19番) - 地蔵堂 (20番)